# Manuel Polinario Muñoz
Manuel Polinario Muñoz, conegut com a Poli, (Puente Genil, 12 de juny de 1943) és un exfutbolista andalús de les dècades de 1960 i 1970. Va ser internacional amb la selecció catalana i amb la selecció espanyola.

## Trajectòria
Futbolista cordovès que jugava com a migcampista, però que també podia jugar de davanter. La seva posició preferida era la d'interior. Va jugar al Calvo Sotelo CF d'on passà al València CF, club on romangué durant set temporades a gran nivell. Disputà 146 partits de lliga, i guanyà una lliga (1970-71) i una Copa (1966-67). L'any 1971 fou traspassat a l'Espanyol en l'operació Lico, on el València pagà, a més de Poli, cinc milions de pessetes. A l'Espanyol jugà a gran nivell durant tres temporades, fins al 1974. Poli s'encarregava de realitzar el treball defensiu, mentre homes com Solsona i José María s'encarregaven de la part més creativa. En total jugà 83 partits de lliga i dos a la Copa de la UEFA amb el club. La temporada 1974-75 jugà amb el Recreativo de Huelva a Segona Divisió.
Fou un cop internacional amb Espanya el 24 de maig de l'any 1967 Wembley enfront Anglaterra, partit en el qual s'encarregà del marcatge de Bobby Charlton, i un més amb Catalunya el 1973. Un cop retirat esdevingué entrenador, dirigint el CE Sabadell la temporada 1981-82.

## Palmarès
València CF
- Lliga d'Espanya:
  - 1970-71
- Copa d'Espanya:
  - 1966-67